# Palazzo della Cuba
La Cuba (detta anche Palazzo della Cuba o Castello della Cuba) è un padiglione di delizie, in origine all'interno di uno dei Sollazzi Regi dei re normanni di Sicilia. Si trova a Palermo all'interno del quartiere Cuba-Calatafimi.
Esempio di architettura arabo-normanna, è detta anche Cuba sottana per distinguerla dalla Cuba soprana, oggi inglobata nella settecentesca villa Di Napoli, e dalla Piccola Cuba (o Cubula), situate nell'antico parco reale del Genoardo.
La Cuba è in attesa di essere inserita tra i monumenti dell'Itinerario arabo-normanno di Palermo, Cefalù e Monreale come Patrimonio dell'Umanità UNESCO, approvato nel 2015.

## Storia

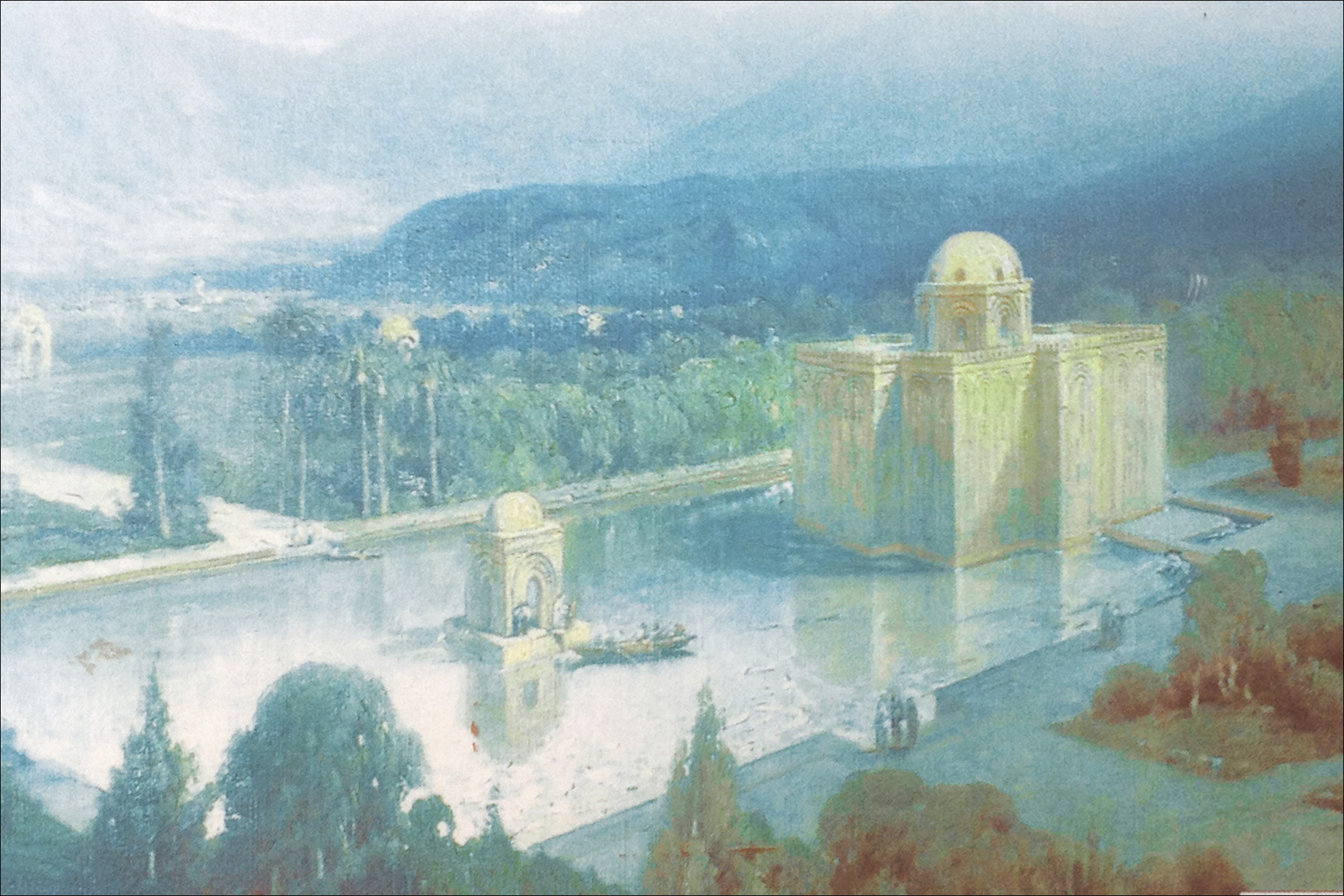
La Cuba come doveva apparire nel XII secolo

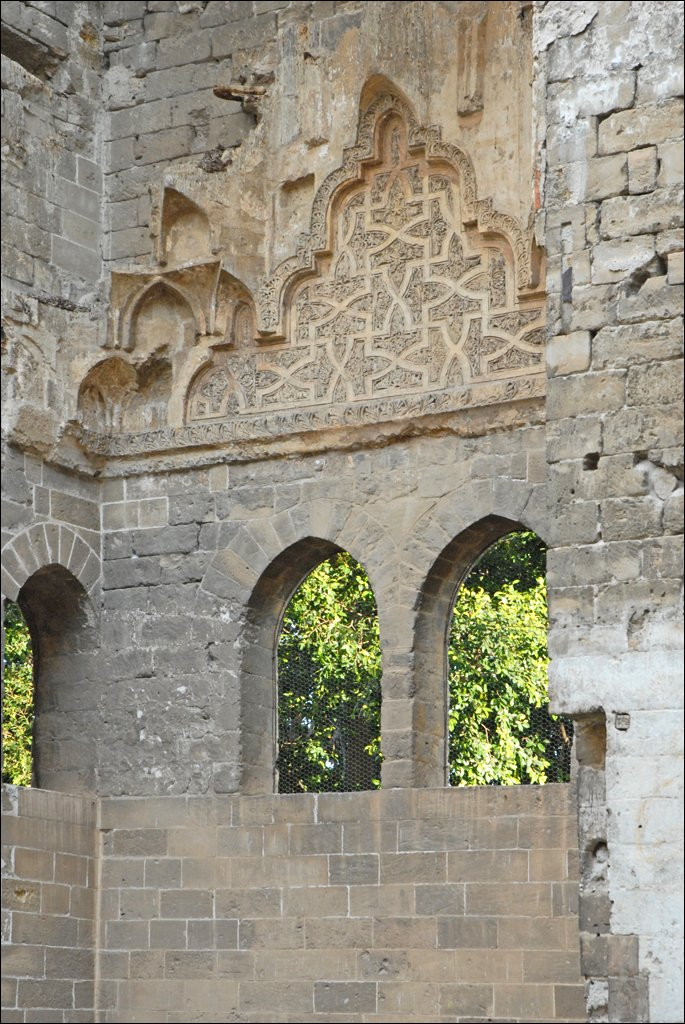
Particolare delle muqarnas all'interno della Cuba sottana

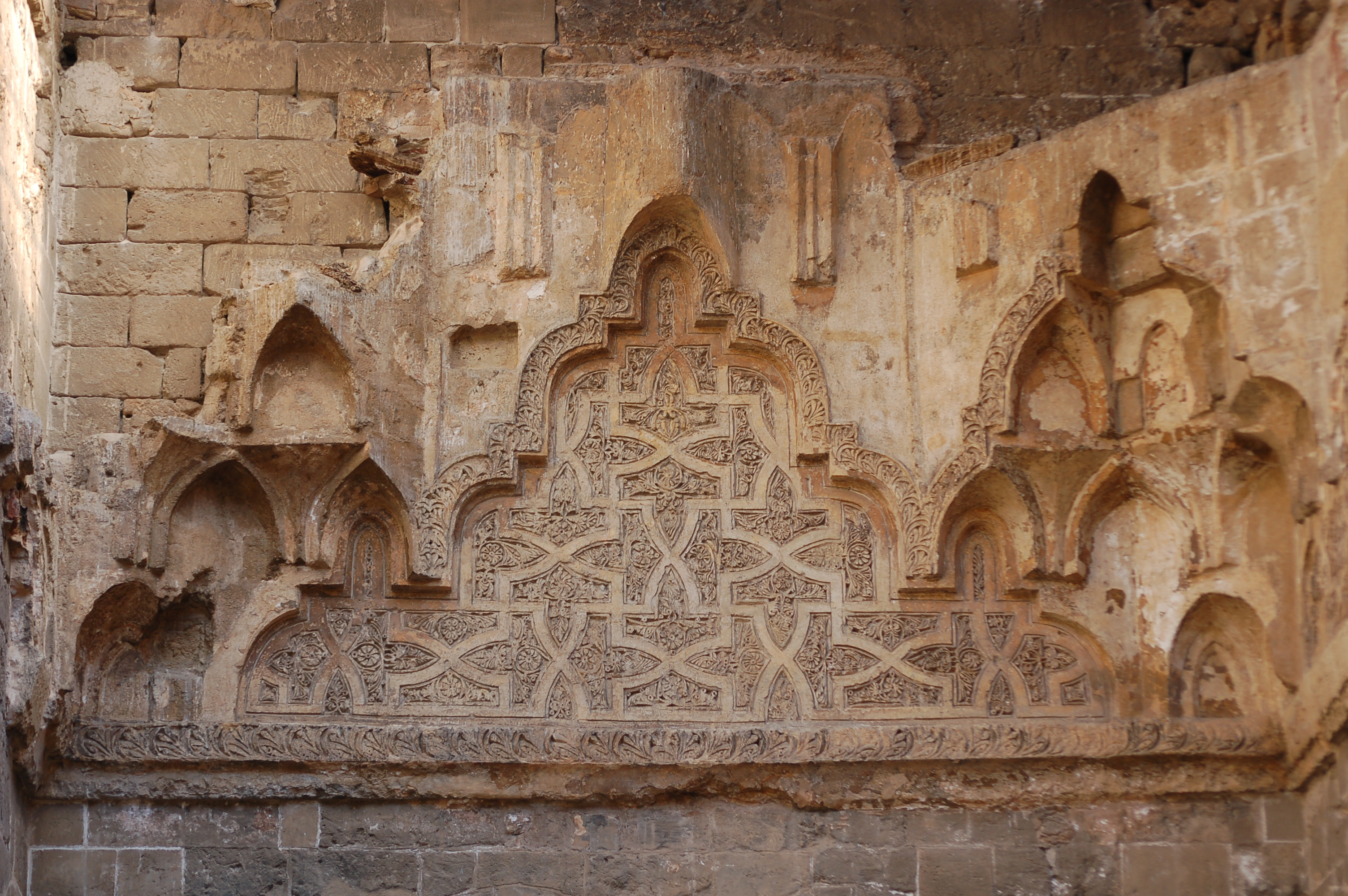
Particolare delle muqarnas all'interno della Cuba

La dinastia normanna degli Altavilla aveva definitivamente conquistato la Sicilia nel 1070 con la presa di Palermo da parte di Roberto il Guiscardo. L'isola era fin dal 948 un emirato fatimide (vedi Emirato di Sicilia).
La Cuba (dall'arabo Qubba, "cupola") fu costruita nel 1180 per il re Guglielmo II, al centro di un ampio parco che si chiamava Jannat al-ard ("il Giardino - o Paradiso - in terra"), il Genoardo. Il Genoardo comprendeva anche la Cuba soprana e la Cubula, e faceva parte dei Sollazzi Regi, un circuito di splendidi palazzi della corte normanna situati intorno a Palermo. In realtà il genoard non è mai nominato se non dagli storici successivi. Il viridarium in cui insiste l'edificio era quello della "Miuza" di cui Guglielmo, in un diploma certifica il possesso e A. Mongitore specifica nelle note a Rocco Pirri che questo giardino comprendeva Santa Maria della Speranza. Tale giardino sulla base delle descrizioni di Fazello ed Omodei è ancora oggi perfettamente identificabile.
L'uso originale della Cuba era di padiglione di delizie, ossia di un luogo in cui il Re e la sua Corte potevano trascorrere ore piacevoli al fresco delle fontane e dei giardini di agrumi, riposandosi nelle ore diurne o assistendo a feste e cerimonie alla sera. La Cuba Sottana, appare oggi di proporzioni turriformi abbastanza sgraziate. La spiegazione è semplice. Era circondata da un bacino artificiale profondo quasi due metri e mezzo. L'apertura più grande, sul fronte settentrionale, si affacciava sull'acqua ad un'altezza oggi inspiegabile.
Le notizie sul committente e sulla data sono esatte grazie all'epigrafe posta sul muretto d'attico dell'edificio. La parte più importante, quella sul committente, era dispersa e fu ritrovata nel XIX secolo, scavando ai piedi della Cuba, da Michele Amari, massimo studioso della Sicilia araba e normanna. La parte dell'epigrafe ritrovata dall'Amari, esposta in una sala a lato, dice così: "[Nel] nome di Dio clemente e misericordioso. Bada qui, fermati e mira! Vedrai l'egregia stanza dell'egregio tra i re di tutta la terra Guglielmo II re cristiano. Non v'ha castello che sia degno di lui ... Sia lode perenne a Dio. Lo mantenga ricolmo e gli dia benefici per tutta la vita".
Il fatto straordinario per oggi di questa epigrafe, che dimostra la tolleranza e l'apertura della corte normanna, è la lingua: arabo in caratteri cufici. Dunque pur riferendosi ad un Re cristiano, fondatore del Duomo di Monreale, l'iscrizione è in arabo. È noto che alcuni componenti della varie corte normanna in Sicilia fossero arabi, celeberrimo è il caso di Idrisi, massimo geografo del suo tempo, arabo alla corte cristiana di Ruggero II re di Sicilia.
Nei secoli successivi, la Cuba fu destinata agli usi più vari. Il lago fu prosciugato e sulle rive furono costruiti dei padiglioni, usati come lazzaretto dalla peste del 1576 al 1621. Poi fu alloggio per una compagnia di mercenari borgognoni ed infine proprietà dello Stato nel 1921. Passato alla Regione Siciliana, negli anni '80 comincia il restauro che riporta alla luce le strutture del XII secolo. Oggi dipende dal "Polo regionale di Palermo per i parchi e i musei archeologici" dell'assessorato regionale ai Beni culturali.

## Struttura
Dall'esterno, l'edificio si presenta in forma rettangolare, lungo 31,15 metri e largo 16,80. Al centro di ogni lato sporgono quattro corpi a forma di torre. Il corpo più sporgente costituiva l'unico accesso al palazzo dalla terraferma. I muri esterni sono ornati con arcate ogivali. Nella parte inferiore si aprono alcune finestre separate da pilastrini in muratura.
I muri spessi e le poche finestre erano dovuti ad esigenze climatiche, offrendo maggiore resistenza al calore del sole. Inoltre, la maggior superficie di finestre aperte era sul lato nord-orientale, perché meglio disposta a ricevere i venti freschi provenienti dal mare, temperati ed anche umidificati dalle acque del bacino circostante.
L'interno della Cuba era divisa in tre ambienti allineati e comunicanti tra loro. Al centro dell'ambiente interno si vedono i resti di una splendida fontana in marmo, tipico elemento delle costruzioni arabe necessario per rinfrescare l'aria. 
La sala centrale era abbellita da muqarnas, soluzione architettonica ed ornamentale simile ad una mezza cupola.

## Curiosità
Proprio alla Cuba, tra le acque e gli alberi che la circondavano, Boccaccio ambientò una delle novelle del suo Decameron, la sesta della quinta giornata. È la vicenda d'amore tra Gian di Procida - nipote dell'omonimo eroe dei Vespri siciliani - e Restituta, una ragazza bellissima di Ischia rapita da «giovani ciciliani» per offrirla in dono al allora re di Sicilia: Federico III d'Aragona.
Quando Giovanni Boccaccio scrisse il Decameron, era già cominciato il declino dei parchi reali che erano l'orgoglio della città ormai in mani angioine.
Era finita l'epoca di Palermo "felicissima" che secondo Idrisi era allora «la più grande e la più bella metropoli del mondo» con la sua vasta verdeggiante pianura e con i suoi luoghi di delizie ("mustanaza"). Ma la traccia che aveva lasciato quel periodo di splendore era così luminosa da impressionare Boccaccio ancora diversi secoli dopo.